# Dīmītrīs Līmnios
Dīmītrīs Līmnios (in greco Δημήτρης Λημνιός?; Volo, 27 maggio 1998) è un calciatore greco, attaccante del Panathīnaïkos e della nazionale greca.

## Caratteristiche tecniche
È un attaccante, utilizzato prevalentemente da ala, abile nel dribbling, capace di saltare l'uomo e di affrontare gli avversari nell'uno contro uno. È stato paragonato all'italiano Lorenzo Insigne.

## Statistiche

### Presenze e reti nei club
Statistiche aggiornate al 30 dicembre 2023.
| Stagione         | Squadra          | Campionato       | Campionato | Campionato | Coppe nazionali | Coppe nazionali | Coppe nazionali | Coppe continentali | Coppe continentali | Coppe continentali | Altre coppe | Altre coppe | Altre coppe | Totale | Totale |
| Stagione         | Squadra          | Comp             | Pres       | Reti       | Comp            | Pres            | Reti            | Comp               | Pres               | Reti               | Comp        | Pres        | Reti        | Pres   | Reti   |
| ---------------- | ---------------- | ---------------- | ---------- | ---------- | --------------- | --------------- | --------------- | ------------------ | ------------------ | ------------------ | ----------- | ----------- | ----------- | ------ | ------ |
| 2014-2015        | Atromītos        | SL               | 1          | 0          | CG              | 1               | 0               | UEL                | 0                  | 0                  | -           | -           | -           | 2      | 0      |
| 2015-2016        | Atromītos        | SL               | 8          | 0          | CG              | 5               | 0               | UEL                | 1                  | 0                  | -           | -           | -           | 14     | 0      |
| 2016-2017        | Atromītos        | SL               | 25         | 1          | CG              | 7               | 0               | -                  | -                  | -                  | -           | -           | -           | 32     | 1      |
| Totale Atromītos | Totale Atromītos | Totale Atromītos | 34         | 1          |                 | 13              | 0               |                    | 1                  | 0                  |             | -           | -           | 48     | 1      |
| 2017-2018        | PAOK             | SL               | 21         | 0          | CG              | 9               | 1               | UEL                | 1                  | 0                  | -           | -           | -           | 31     | 1      |
| 2018-2019        | PAOK             | SL               | 20         | 1          | CG              | 7               | 1               | UCL+UEL            | 6+4                | 1+0                | -           | -           | -           | 37     | 3      |
| 2019-2020        | PAOK             | SL               | 26+9       | 4+0        | CG              | 5               | 1               | UCL+UEL            | 2+1                | 0+1                | -           | -           | -           | 43     | 6      |
| ago. 2020        | PAOK             | SL               | -          | -          | CG              | -               | -               | UCL+UEL            | 1+0                | 0                  | -           | -           | -           | 1      | 0      |
| Totale PAOK      | Totale PAOK      | Totale PAOK      | 67+9       | 5+0        |                 | 21              | 3               |                    | 15                 | 2                  |             | -           | -           | 112    | 10     |
| set. 2020-2021   | Colonia          | BL               | 12         | 0          | CG              | 1               | 0               | -                  | -                  | -                  | -           | -           | -           | 13     | 0      |
| 2021-2022        | Twente           | ED               | 33         | 8          | CO              | 3               | 0               | -                  | -                  | -                  | -           | -           | -           | 36     | 8      |
| 2022-2023        | Colonia          | BL               | 2          | 0          | CG              | 0               | 0               | -                  | -                  | -                  | -           | -           | -           | 2      | 0      |
| lug.-dic. 2023   | Colonia          | BL               | 0          | 0          | CG              | 0               | 0               | -                  | -                  | -                  | -           | -           | -           | 0      | 0      |
| Totale Colonia   | Totale Colonia   | Totale Colonia   | 14         | 0          |                 | 1               | 0               |                    | -                  | -                  |             | -           | -           | 15     | 0      |
| Totale carriera  | Totale carriera  | Totale carriera  | 158        | 14         |                 | 38              | 3               |                    | 16                 | 2                  |             | -           | -           | 212    | 19     |

### Cronologia presenze e reti in nazionale
| Cronologia completa delle presenze e delle reti in nazionale ― Grecia | Cronologia completa delle presenze e delle reti in nazionale ― Grecia | Cronologia completa delle presenze e delle reti in nazionale ― Grecia | Cronologia completa delle presenze e delle reti in nazionale ― Grecia | Cronologia completa delle presenze e delle reti in nazionale ― Grecia | Cronologia completa delle presenze e delle reti in nazionale ― Grecia | Cronologia completa delle presenze e delle reti in nazionale ― Grecia | Cronologia completa delle presenze e delle reti in nazionale ― Grecia |
| Data                                                                  | Città                                                                 | In casa                                                               | Risultato                                                             | Ospiti                                                                | Competizione                                                          | Reti                                                                  | Note                                                                  |
| --------------------------------------------------------------------- | --------------------------------------------------------------------- | --------------------------------------------------------------------- | --------------------------------------------------------------------- | --------------------------------------------------------------------- | --------------------------------------------------------------------- | --------------------------------------------------------------------- | --------------------------------------------------------------------- |
| 15-5-2018                                                             | Siviglia                                                              | Arabia Saudita                                                        | 2 – 0                                                                 | Grecia                                                                | Amichevole                                                            | -                                                                     | 45’                                                                   |
| 12-10-2019                                                            | Roma                                                                  | Italia                                                                | 2 – 0                                                                 | Grecia                                                                | Qual. Euro 2020                                                       | -                                                                     |                                                                       |
| 15-10-2019                                                            | Atene                                                                 | Grecia                                                                | 2 – 1                                                                 | Bosnia ed Erzegovina                                                  | Qual. Euro 2020                                                       | -                                                                     | 84’                                                                   |
| 15-11-2019                                                            | Erevan                                                                | Armenia                                                               | 0 – 1                                                                 | Grecia                                                                | Qual. Euro 2020                                                       | 1                                                                     |                                                                       |
| 18-11-2019                                                            | Amarousio                                                             | Grecia                                                                | 2 – 1                                                                 | Finlandia                                                             | Qual. Euro 2020                                                       | -                                                                     |                                                                       |
| 3-9-2020                                                              | Lubiana                                                               | Slovenia                                                              | 0 – 0                                                                 | Grecia                                                                | UEFA Nations League 2020-2021 - 1º turno                              | -                                                                     |                                                                       |
| 6-9-2020                                                              | Pristina                                                              | Kosovo                                                                | 1 – 2                                                                 | Grecia                                                                | UEFA Nations League 2020-2021 - 1º turno                              | 1                                                                     |                                                                       |
| 7-10-2020                                                             | Klagenfurt am Wörthersee                                              | Austria                                                               | 2 – 1                                                                 | Grecia                                                                | Amichevole                                                            | -                                                                     | 82’                                                                   |
| 11-10-2020                                                            | Amarousio                                                             | Grecia                                                                | 2 – 0                                                                 | Moldavia                                                              | UEFA Nations League 2020-2021 - 1º turno                              | -                                                                     | 76’                                                                   |
| 14-10-2020                                                            | Amarousio                                                             | Grecia                                                                | 0 – 0                                                                 | Kosovo                                                                | UEFA Nations League 2020-2021 - 1º turno                              | -                                                                     | 73’                                                                   |
| 11-11-2020                                                            | Atene                                                                 | Grecia                                                                | 2 – 1                                                                 | Cipro                                                                 | Amichevole                                                            | -                                                                     | 46’                                                                   |
| 15-11-2020                                                            | Chișinău                                                              | Moldavia                                                              | 0 – 2                                                                 | Grecia                                                                | UEFA Nations League 2020-2021 - 1º turno                              | -                                                                     | 79’                                                                   |
| 18-11-2020                                                            | Atene                                                                 | Grecia                                                                | 0 – 0                                                                 | Slovenia                                                              | UEFA Nations League 2020-2021 - 1º turno                              | -                                                                     | 88’                                                                   |
| 25-3-2021                                                             | Granada                                                               | Spagna                                                                | 1 – 1                                                                 | Grecia                                                                | Qual. Mondiali 2022                                                   | -                                                                     | 46’                                                                   |
| 28-3-2021                                                             | Salonicco                                                             | Grecia                                                                | 2 – 1                                                                 | Honduras                                                              | Amichevole                                                            | -                                                                     | 46’                                                                   |
| 31-3-2021                                                             | Salonicco                                                             | Grecia                                                                | 1 – 1                                                                 | Georgia                                                               | Qual. Mondiali 2022                                                   | -                                                                     | 46’                                                                   |
| 12-10-2021                                                            | Solna                                                                 | Svezia                                                                | 2 – 0                                                                 | Grecia                                                                | Qual. Mondiali 2022                                                   | -                                                                     | 84’                                                                   |
| 11-11-2021                                                            | Atene                                                                 | Grecia                                                                | 0 – 1                                                                 | Spagna                                                                | Qual. Mondiali 2022                                                   | -                                                                     | 67’                                                                   |
| 14-11-2021                                                            | Amarousio                                                             | Grecia                                                                | 1 – 1                                                                 | Kosovo                                                                | Qual. Mondiali 2022                                                   | -                                                                     | 86’                                                                   |
| 25-3-2022                                                             | Bucarest                                                              | Romania                                                               | 0 – 1                                                                 | Grecia                                                                | Amichevole                                                            | -                                                                     | 57’                                                                   |
| 2-6-2022                                                              | Belfast                                                               | Irlanda del Nord                                                      | 0 – 1                                                                 | Grecia                                                                | UEFA Nations League 2022-2023 - 1º turno                              | -                                                                     | 69’                                                                   |
| 5-6-2022                                                              | Pristina                                                              | Kosovo                                                                | 0 – 1                                                                 | Grecia                                                                | UEFA Nations League 2022-2023 - 1º turno                              | -                                                                     |                                                                       |
| 9-6-2022                                                              | Volo                                                                  | Grecia                                                                | 3 – 0                                                                 | Cipro                                                                 | UEFA Nations League 2022-2023 - 1º turno                              | 1                                                                     |                                                                       |
| 27-3-2023                                                             | Atene                                                                 | Grecia                                                                | 0 – 0                                                                 | Lituania                                                              | Amichevole                                                            | -                                                                     | 80’                                                                   |
| 11-6-2024                                                             | Grödig                                                                | Malta                                                                 | 0 – 2                                                                 | Grecia                                                                | Amichevole                                                            | -                                                                     | 61’                                                                   |
| Totale                                                                |                                                                       | Presenze                                                              | 25                                                                    |                                                                       | Reti                                                                  | 3                                                                     |                                                                       |

## Palmarès

### Club

#### Competizioni nazionali
- Coppa di Grecia: 2

PAOK: 2017-2018, 2018-2019
- Campionato greco: 1

PAOK: 2018-2019